# Macina

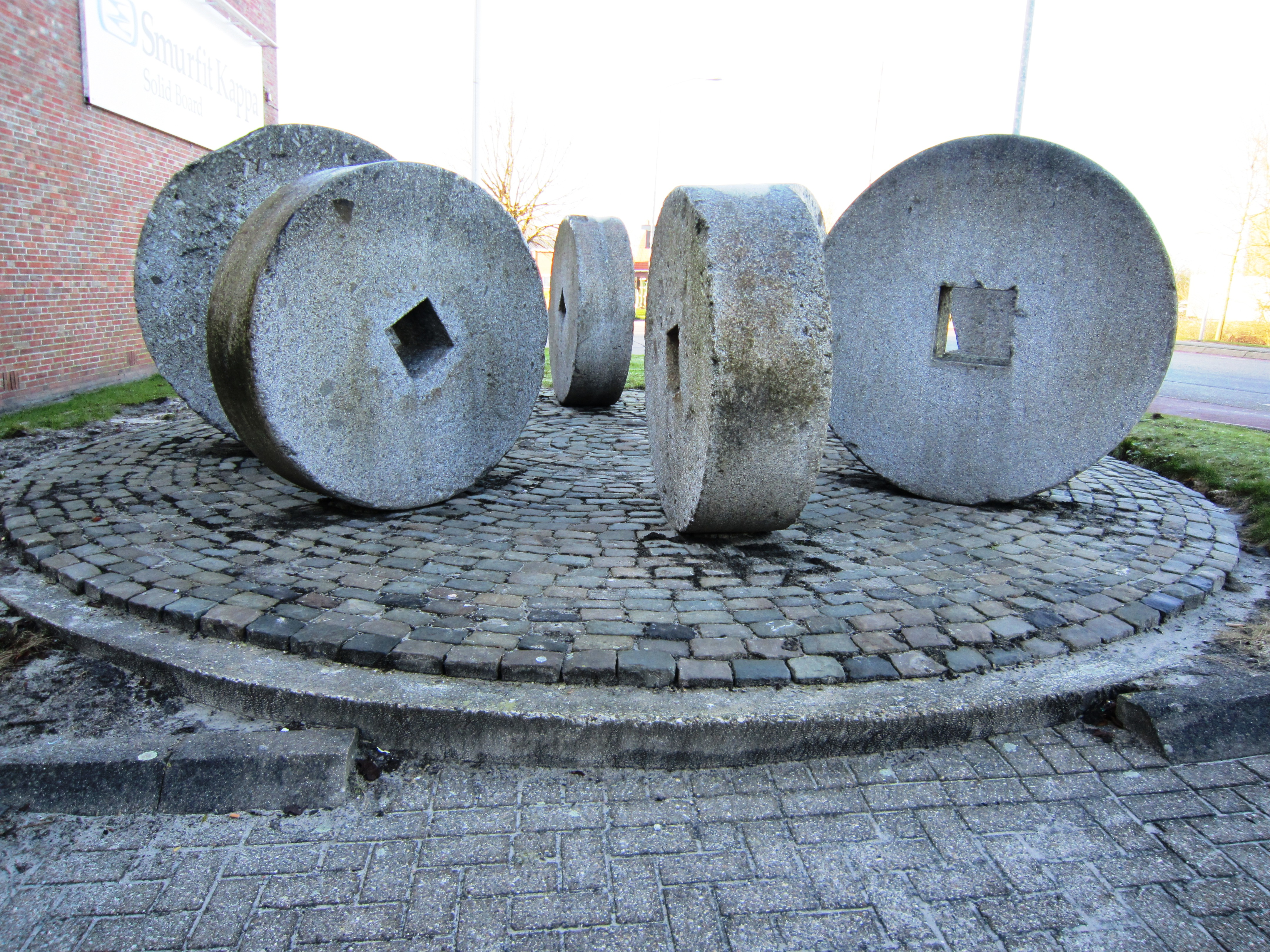
Macine di pietra a Bad Nieuweschans, nei Paesi Bassi.

Una macina è un attrezzo di forma rotonda, usualmente in pietra e di elevata durezza, che permette la macinazione di diverse sostanze: cereali, sale, spezie, legumi, castagne ecc...
Da distinguere la macina destinata alla lavorazione delle olive chiamata anche mola o molazza, nella quale le pietre sono in posizione verticale e la macina destinata alla macinazione di cereali dove le pietre sono in posizione orizzontale sovrapposte.

## Storia della macinazione a pietra

Schema di funzionamento del "trapetum", mulino a pietra utilizzato in età romana per la frantumazione delle olive.

Fin dalle prime civiltà agricole la produzione di farina, dell'olio d'oliva, del vino e della birra richiese una fase in cui la materia prima dovesse essere macinata, molita, frantumata o sminuzzata. La macinazione a livello domestico veniva svolta con strumenti artigianali che si potevano ritenere più simili come funzionamento al mortaio e al pestello, anche se definiti anch'essi macine.
Una serie di lenti mutamenti tecnologici portò nel corso dei secoli all'abbandono della macinazione manuale domestica e rese possibile nel Medioevo la comparsa del molino a pietra e alla figura del mugnaio professionista, legata ad una produzione di farina su scala prima artigianale e poi industriale. Sebbene il molino a pietra fosse conosciuto già nell'antichità, è nel Medioevo che questa si impone come tecnologia particolarmente diffusa nella macinazione dei cereali.
Questa diffusione è data dai miglioramenti tecnologici che permisero di sfruttare come energia nella macinazione corsi d'acqua ed il vento.

## Il molino a pietra

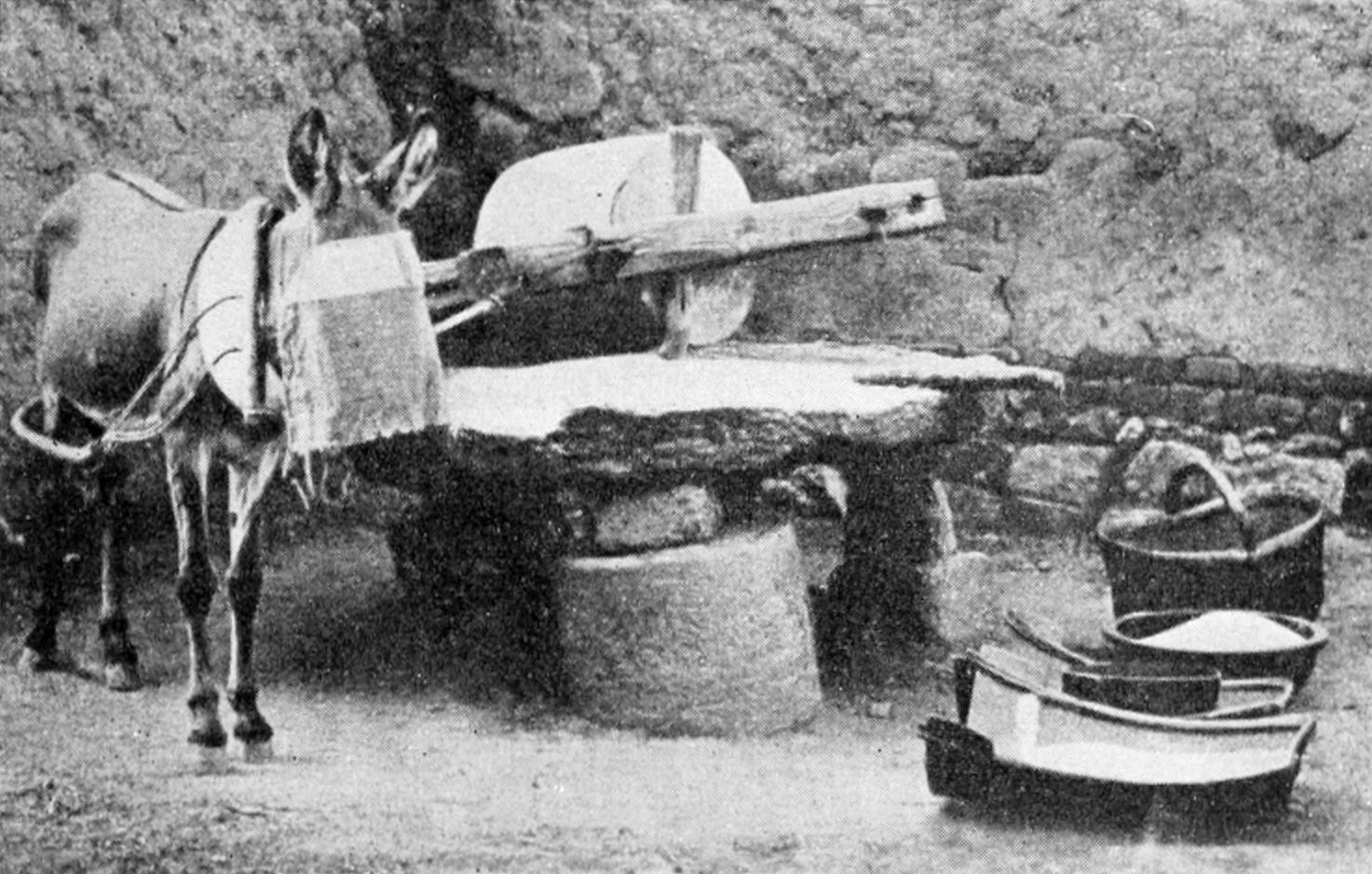
Macina in pietra in uso nei primi del '900 in Cina per la macinazione di grano e legumi.

Il "molino a pietra" o "macina in pietra" o semplicemente "macina" oppure anche la parola "palmento" sono sinonimi nel senso che si riferiscono allo stesso tipo di macchinario.
Nel molino a pietra due macine dal diametro esterno variabile nell'ordine dei 60–120 cm sono sovrapposte: una macina - quella inferiore - è ferma e viene chiamata "dormiente" , la macina superiore invece ruota e viene chiamata "attiva". La macina superiore è sostenuta da un elemento chiamato "merla", che a sua volta è fissato ad un asse verticale che imprime la rotazione; la macina superiore si trova quindi sospesa e perfettamente bilanciata sopra la macina dormiente. L'asse verticale che permette la rotazione controlla anche (tramite apposita leva) la distanza di lavoro tra le due macine. 
Le macine sono normalmente protette e racchiuse da un elemento di forma tondeggiante chiamato "cassero"; sopra il cassero una tramoggia contiene il prodotto da macinare.  Il prodotto dalla tramoggia scende all'interno del foro centrale della macina superiore e quindi viene macinato tra le due macine; sulle macine apposite scanalature facilitano la macinazione del prodotto.
La granulometria del macinato finale è regolabile variando la distanza fra le macine.
Aspetto importante della macinazione è il tipo di materiale utilizzato per la realizzazione delle macine normalmente in pietra molare.
Altri aspetti importante per determinare il tipo di macinazione ottenuta sono la forma e numero delle scanalature ed il numero di giri della pietra superiore.